# 石橋貴明のレディオイシバシーノ（仮）
『石橋貴明のレディオイシバシーノ（仮）』（いしばしたかあきのレディオイシバシーノかっこかりとじかっこ）は、ニッポン放送にて2001年10月7日から2002年3月24日、2002年10月4日から2003年3月21日に放送していたトーク番組。

## 番組概要
とんねるずはニッポン放送において、『とんねるずのオールナイトニッポン』出演時期に番組プロデューサーの番組外での発言を端に発した騒動による番組終了以降、同局でレギュラー番組を担当する機会は存在しなかった。
しかし、とんねるずの所属事務所のアライバル取締役兼マネージャーであるボブ市川が同年上期のスケジュールに余裕があった石橋に対して、当時のニッポン放送のナイターオフ期の編成として野猿の妹分として売出していた女猿をプロモーションする場として同局でラジオ番組をやる事を強く勧められ、アドバイスを受諾。『オールナイトニッポン』の番組終了から9年が経過した、2001年10月に番組開始。
放送当時の番組表の新番組紹介にて当該番組のセールスコピーとして”各界の実力者とBIGトーク”と謳っているが、ビックゲストは登場しないと明言しており、週末の夕方は行楽地に出掛けたドライバーが帰宅の道すがら番組を視聴してる状況を鑑みて、眠気を誘う楽曲は流さないと開陳した。
また、番組コンセプトは存在せず、番組タイトルも考える事すら面倒臭くなった為、仮タイトルを意味する”（仮）”を外す事も無かった。
番組構成もコーナートークは存在せず、番組放送当時の石橋の仕事や身の回りで起こった出来事や業界トークを元にトークする構成である。また、当該番組のアシスタントに当時同局のアナウンサーであった小口絵理子が就く予定であったが、収録前週に『中居正広のSome girl' SMAP』に出演時に『うたばん』（TBSテレビ）で石橋と共演していた中居正広に対して、石橋との共演を大丈夫か相談したが「ダメだと思うよぉ」との回答を貰った為、担当見送りとなり幻のブッキングとなった。
また、初回の放送時は長きに渡り同局に出演する機会が無かった為、ニッポン放送が当時有楽町に所在するニッポン放送本社ビルの建替えプロジェクト中に伴って、同じ放送グループのフジテレビが所有するFCGビルに入居していた為、厚遇でお出迎えされた。
2002年3月に一旦終了し、2002年のナイターオフ期にも当該番組は編成されたが放送枠の変更と放送尺が縮減された。当該番組終了以後、とんねるず及び石橋のレギュラー番組は編成されず、出演に至っても2018年3月1日に『ナインティナイン岡村隆史のオールナイトニッポン』へ15年振りに出演する迄無かった。
また、石橋にとってもニッポン放送以外の地上波の同業のラジオ局にてレギュラー番組を受け持つ事は無かった。しかし、18年が経過した2021年4月に野球に特化した『石橋貴明のGATE7』（TBSラジオ）に出演する事となった。

## 出演者

### パーソナリティ
- 石橋貴明（とんねるず）

### 笑い屋（ガヤ）
- ボブ市川（とんねるずマネージャー）
- 関口正晴（当時：とんねるずマネージャー、現：放送作家）

## 放送時間

### 放送終了時点
※JST表記
- 金曜 20:10 - 20:40 - 2002年10月11日 - 2003年3月21日
- 日曜 18:30 - 19:30 - 2001年10月7日 - 2002年3月24日

## ネット局
- 北海道放送
- ラジオ福島
- 福井放送
- 山陰放送
- 山口放送
- 長崎放送